# IJsselmuiden
IJsselmuiden (in basso sassone: Iesselmuun) è una località di circa 12.000 abitanti del nord-est dei Paesi Bassi, facente parte della provincia dell'Overijssel e situata lungo il tratto finale del fiume IJssel, nella regione di Salland. Dal punto di vista amministrativo, si tratta di un ex-comune, dal 2001 accorpato alla municipalità di Kampen.

## Geografia fisica
IJsselmuiden si trova a pochi chilometri a nord-est di Kampen. La località è adagiata lungo la sponda orientale del fiume IJssel, ovvero nella sponda opposta rispetto a Kampen.

## Origini del nome
Il toponimo IJsselmuiden ricorda l'antica posizione geografica della località, che un tempo si trovava lungo l'estuario dell'IJssel.

## Storia

### Dalle origini ai giorni nostri
La località è menzionata per la prima volta in un documento del 1133.
Il 1º gennaio 1937, il territorio comunale di Kampen accorpò anche le municipalità soppresse di Grafhorst, Kamperveen, Veecaten, Wilsum e Zalk.

### Simboli
Nello stemma di IJsselmuiden sono raffigurati tre uccelli di colore rosso su sfondo bianco inframezzati da un'onda azzurra.

## Monumenti e luoghi d'interesse
IJsselmuiden vanta 7 edifici classificati come rijksmonumenten e 34 edificio classificati come gemeentelijke monumenten.

### Architetture religiose

#### Dorpskerk
Principale edificio religioso di IJssemuiden è la Dorpskerk, situata al nr. 53 della Dorpsweg e risalente al XII secolo..

## Società

### Evoluzione demografica
Al censimento del 1º gennaio 2018, IJsselmuiden contava una popolazione pari a 12.240 abitanti, in maggioranza (50,6%) di sesso femminile.
La località ha conosciuto un progressivo incremento demografico a partire dal 2014, quando contava una popolazione pari a 11.805 abitanti.

## Geografia antropica

### Suddivisioni amministrative
Buurtschappen
- Oosterholt